# Ginásio Gigantinho

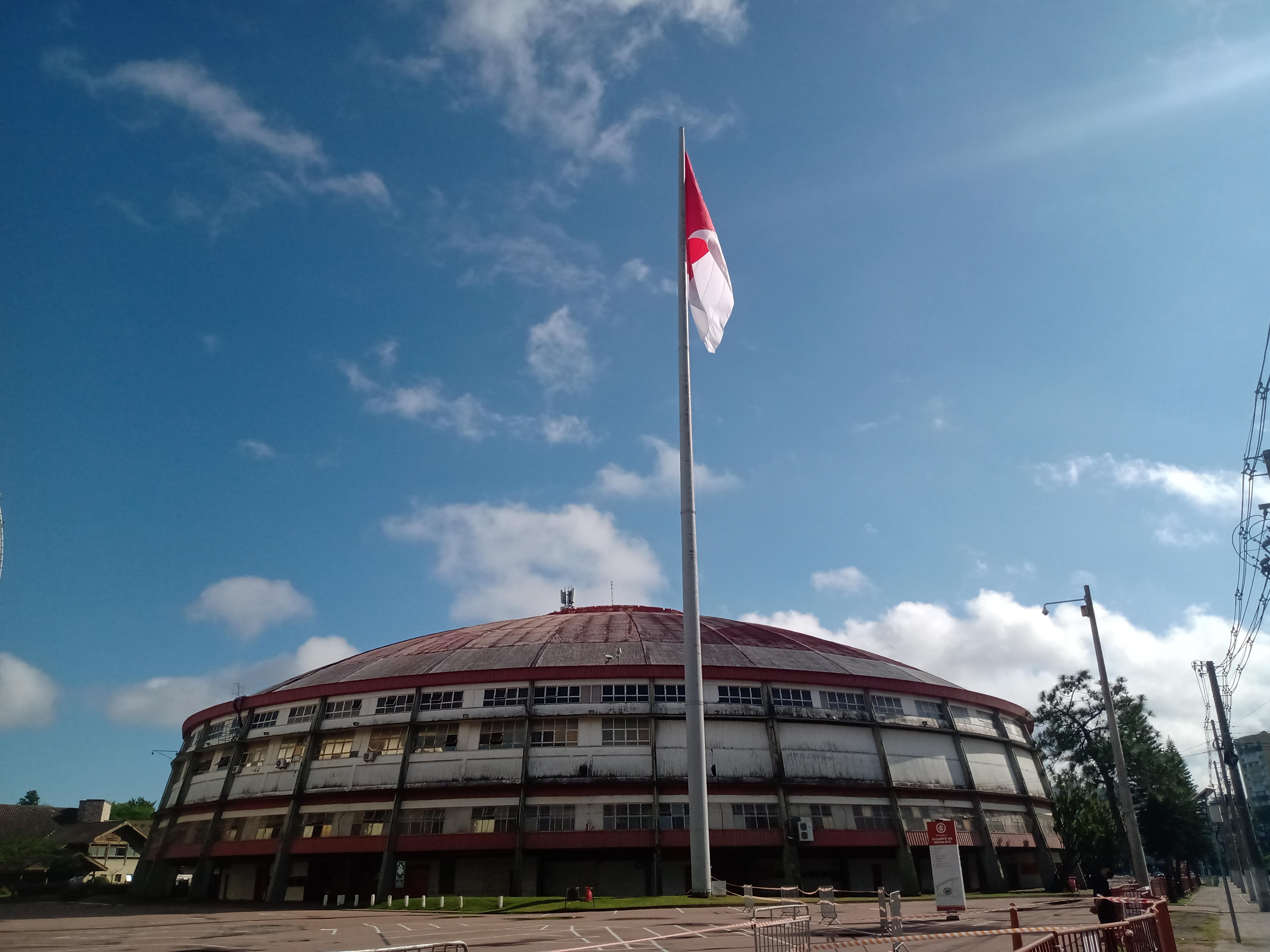
Ginásio Gigantinho en 2021.

Le ginásio Gigantinho (français : gymnase Gigantinho) est un complexe sportif situé dans la ville de Porto Alegre, dans l'État de Rio Grande do Sul, au Brésil. Il fait partie du complexe du stade Beira-Rio du Sport Club Internacional. Il abrite le siège de la FECI (Fundação de Educação e Cultura do Sport Club Internacional).

## Histoire
Inauguré le 4 novembre 1973, le stade a une capacité de 5 080 places, ainsi que 11 tribunes de presse, 13 toilettes (six pour les femmes, six pour les hommes et une pour les personnes handicapées), six vestiaires, 11 bars et six portes d'accès. Le « Gigantinho » accueille des matchs de futsal, ainsi que des événements musicaux, culturels et éducatifs. 
En 1996, Gigantinho accueille la Coupe intercontinentale de futsal interclubs. En finale, l'équipe Inter/Ulbra gagne face à Barcelone 4-2. En 1997, le Gigantinho accueille le Challenge de l'Amérique, un duel de tennis entre le Brésilien Gustavo Kuerten et le Chilien Marcelo Ríos. En 2003, il accueille certains des événements du Forum social mondial.
Deux fois par an, le journal Zero Hora utilise le Gigantinho pour simuler des examens d'entrée à l'université. Le gymnase est également souvent utilisé pour des réunions syndicales, telles que celles du CPERS, le syndicat des enseignants des écoles publiques de l'État du Rio Grande do Sul.
En 2009, Gigantinho accueille un match de barrage du groupe mondial de la Coupe Davis entre le Brésil et l'Équateur,. Le 28 octobre 2011, le gymnase accueille la première édition de Kumite MMA Combate,.